# Szlak Pętli Toruńskiej – 497,0 km

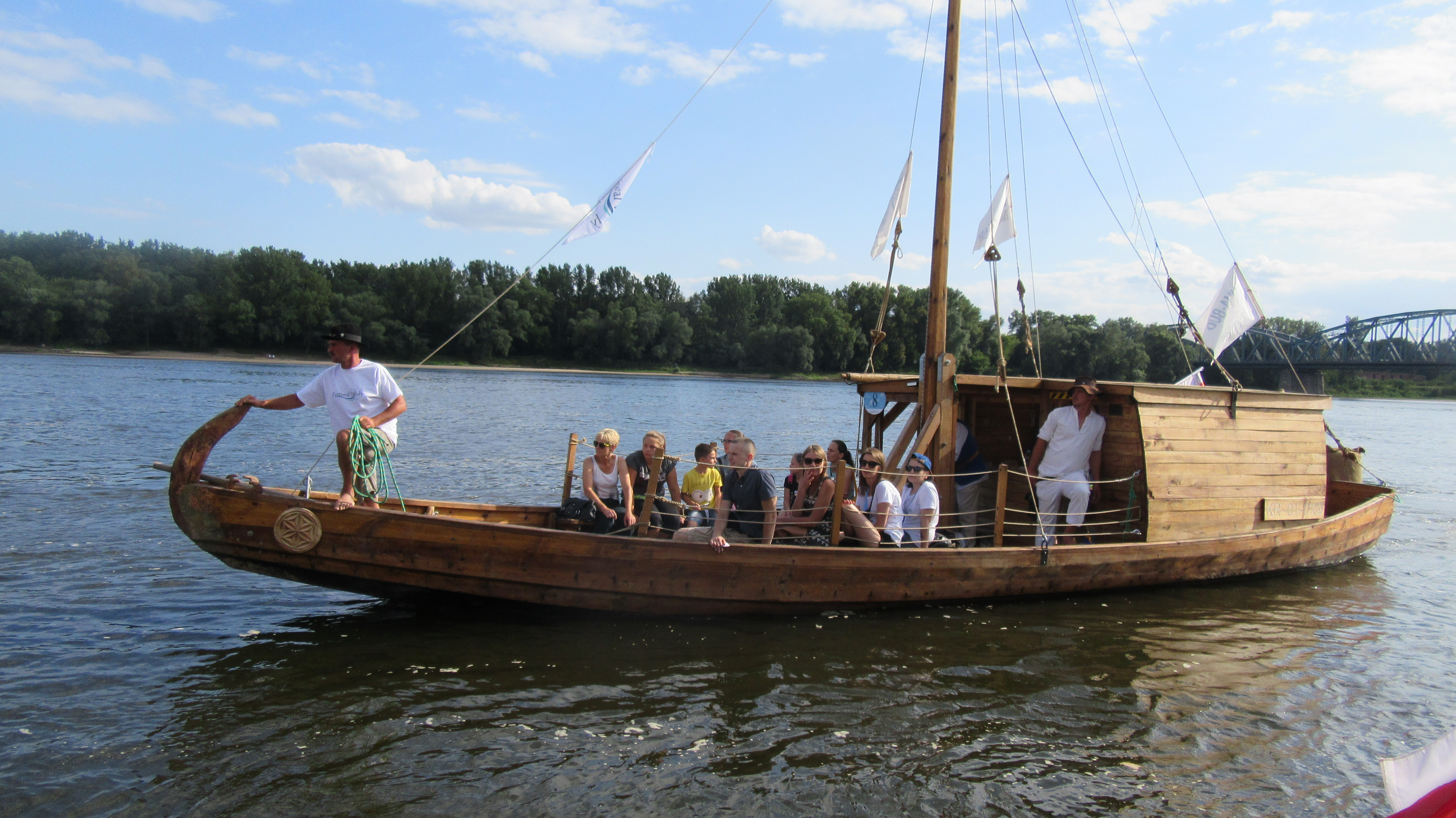
Festiwal Wisły w Toruniu

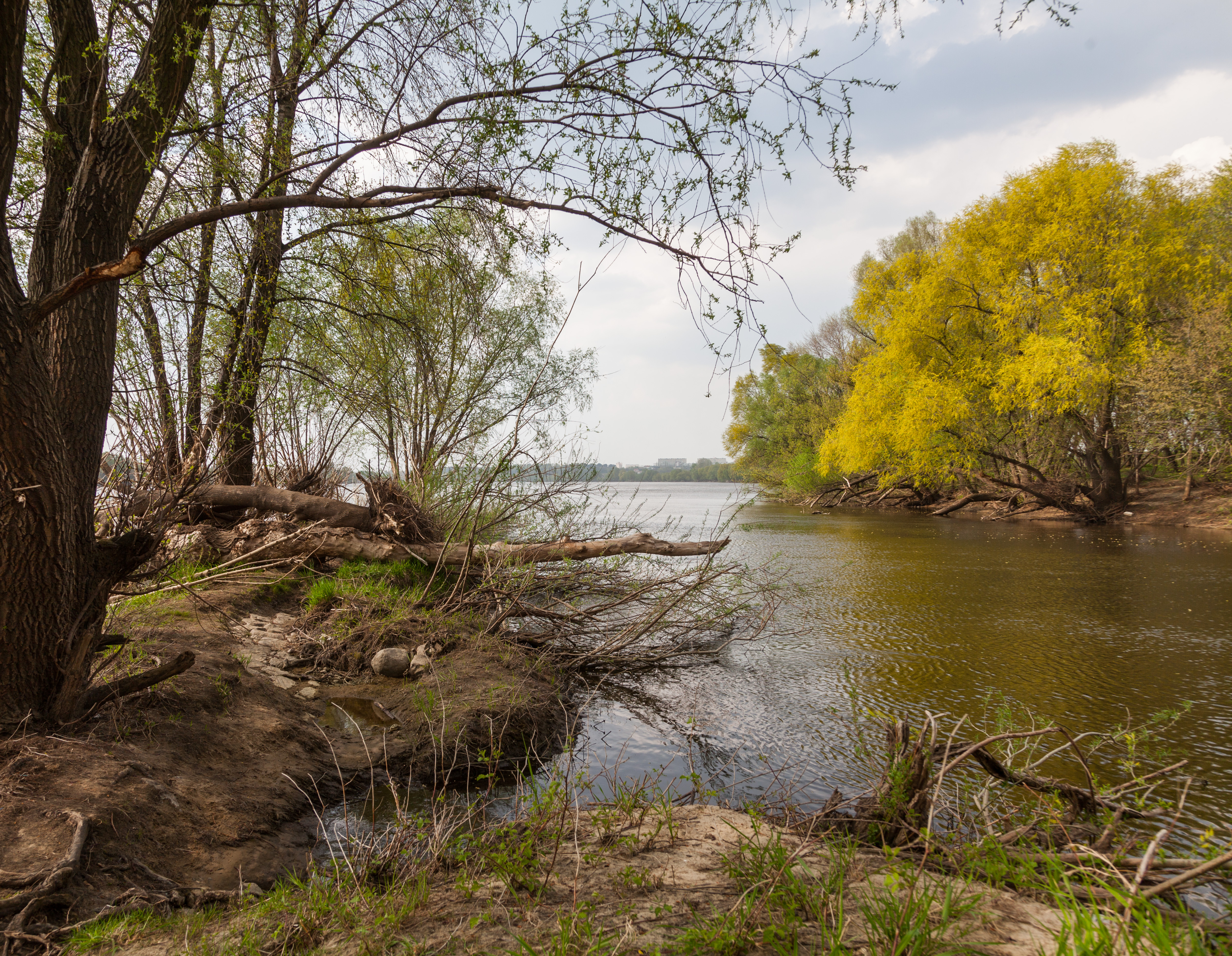
Drwęca w Złotorii

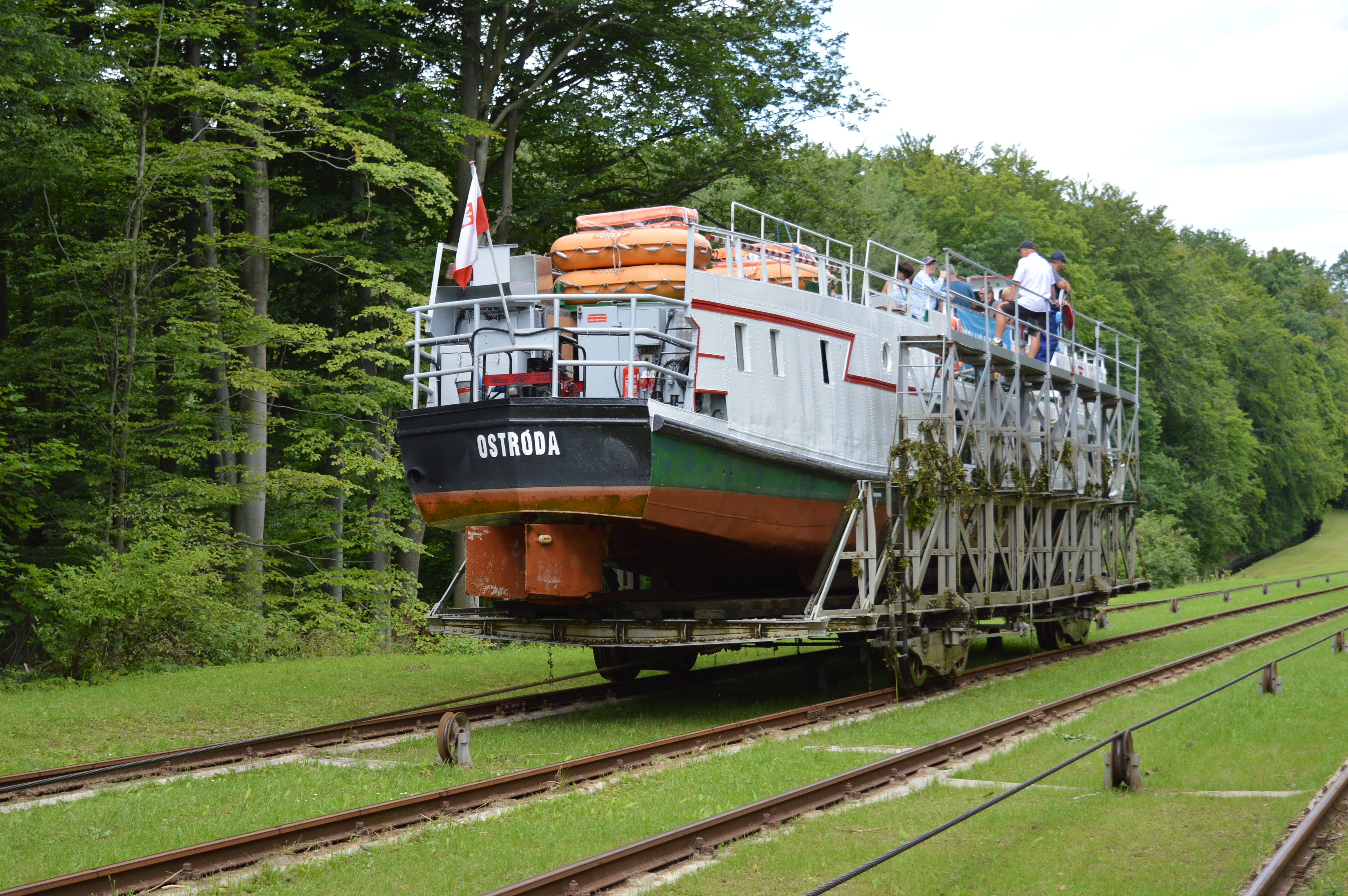
Kanał Elbląski, pochylnia Buczyniec

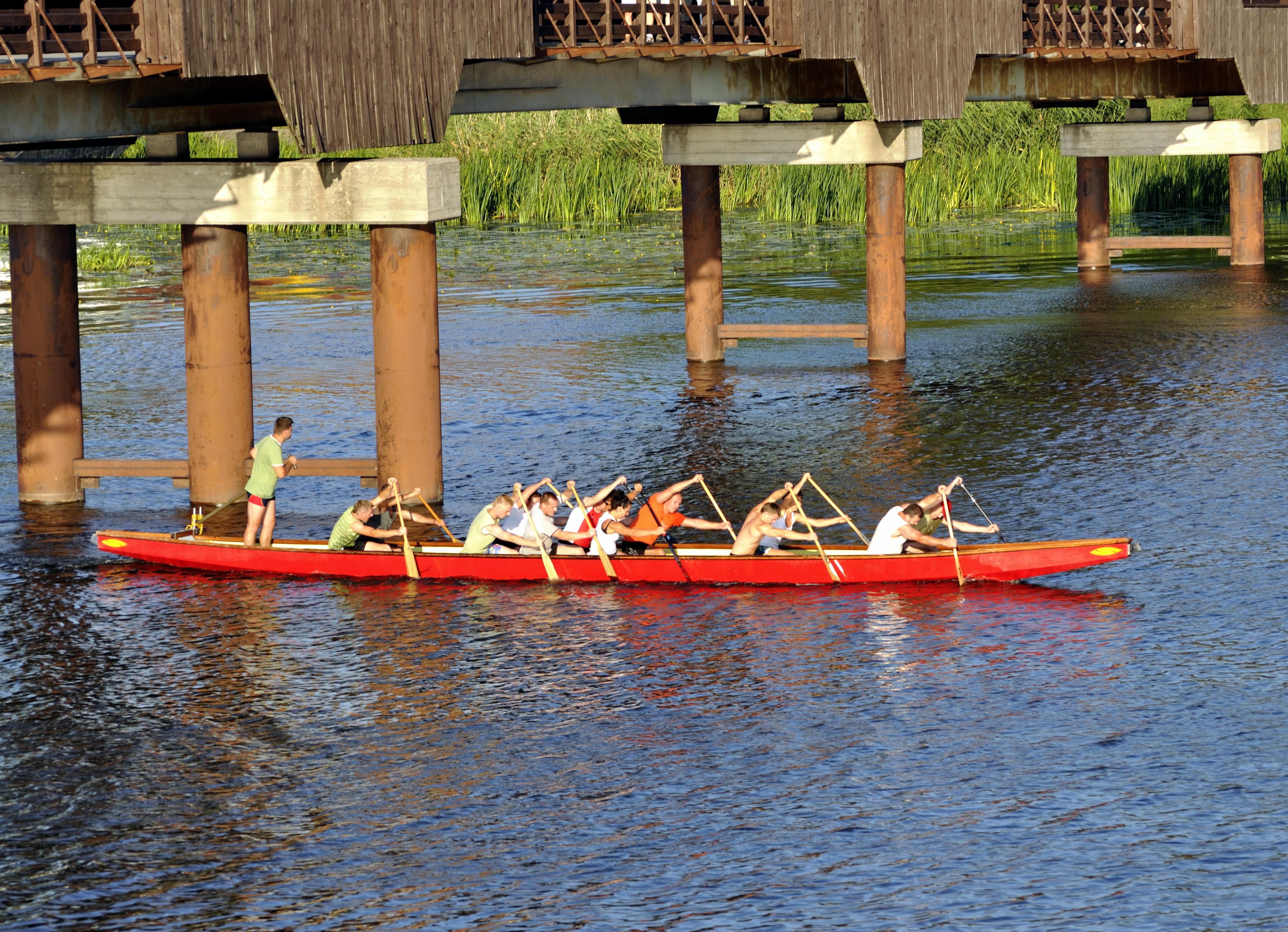
Wioślarze w Malborku

Szlak Pętli Toruńskiej – 497,0 km – odznaka turystyczno-krajoznawcza przyznawana przez Komisję Turystyki Żeglarskiej Zarządu Głównego Polskiego Towarzystwa Turystyczno-Krajoznawczego na podstawie przedstawionej przez wnioskującego kroniki-dzienniczka. 

## Cele
Odznaka została ustanowiona przez prezydium Zarządu Głównego PTTK uchwałą nr r30/XVII/2013 z dnia 11 czerwca 2013 i przyjęta do rozpowszechniania przez Centrum Turystyki Wodnej PTTK. Celem odznaki jest popularyzowanie walorów turystyczno-krajoznawczych szlaku wodnego Pętli Toruńskiej, poznawanie pomników przyrody oraz obiektów kultury materialnej na szlaku, promowanie turystyki wodnej (wioślarstwa, kajakarstwa, motorowodniactwa i żeglarstwa), a także popularyzowanie inicjatyw wzbogacających ofertę turystyczną oraz infrastrukturę nadbrzeżną (mariny, przystanie, pomosty) na całym szlaku Pętli Toruńskiej.

## Stopnie
Odznaka ma dwa stopnie przyznawane niezależnie od siebie oraz stopień trzeci, szczególny:
- złota (przyznawana turystom, którzy na jachcie żaglowym, motorowym, kajaku, tratwie, łodzi wiosłowej, albo innym sprzęcie pływającym przepłynęli szlak Pętli w czasie jednej imprezy w danym roku),
- srebrna (przyznawana turystom, którzy dokonali powyższego wyczynu w odcinkach rozłożonych na kilka sezonów turystycznych),
- honorowa (przyznawana dla osób fizycznych i prawnych, organizacji pozarządowych, podmiotów samorządowych oraz związków gmin, które w swoim działaniu popularyzują walory krajoznawcze oraz wykorzystanie jezior oraz rzek i przyczyniają się do ich turystycznego zagospodarowania)[1].

Złotą i srebrną odznakę zdobywa uczestnik rejsu po przedstawieniu kroniki (dzienniczka) udokumentowanej zdjęciami i pieczątkami miejscowymi (np. zwiedzanych obiektów), według wykazu załączonego do regulaminu odznaki. W przypadku rejsu zorganizowanego komandor rejsu potwierdza przebytą trasę. Przykładowe zestawienie miejsc zawarte w regulaminie:

- Toruń
- Solec Kujawski
- Bydgoszcz
- Chełmno
- Świecie
- Grudziądz
- Nowe
- Gniew
- Malbork
- Elbląg
- Ostróda z wariantem do Iławy
- Nowe Miasto Lubawskie
- Kurzętnik
- Brodnica
- Golub-Dobrzyń[1]